# Аеродинамички отпор
Аеродинамички отпор је сила, са којом се флуид (ваздух) супротставља релативном кретању тела, кроз своју средину. Та сила отпора, у принципу, делује на тело при његовом кретању кроз средину, струјно поље, било кога флуида. Аеродинамички отпор има супротан смер дејства од смера релативног кретања тела. Интензитет отпора, у директној је зависности од интензитета брзине кретања.
Пошто се сила отпора јавља супротно смеру кретања, иста се поништава са потиском/вучном силом погона тела или флуида. Нормална компонента од укупне силе, на правац кретања, изазване са релативним кретањем тела и флуида, назива се узгон.

## Опште врсте отпора
Отпор се састоји из више врста и различитог је порекла:
- Паразитни отпор, који сачињавају
  - отпор облика,
  - површинско трење и
  - отпор изазван са међуутицем.
- Индуковани отпор и
- Таласни отпор.

Назив за паразитске отпоре се углавном користи у аеродинамици, пошто првенствено крило доприноси у укупном узгону а остали делови доприносе првенствено у отпору. Индуковани отпор једино постоји када постоји крило односно узгон на њему. Таласни отпор настаје када се тело креће у области близу и са већим брзином од звука.
На већим брзинама, када је велики Рејнолдсов број, општи отпор објекта се изражава квантитативно преко коефицијента, који се срачунава помоћу одговарајуће формуле (једначине). Под претпоставком да је коефицијент отпора мање више константан, отпор се мења са квадратом брзине.

## Отпор на већим Рејнолдсовим бројевима
При струјном пољу, већом брзином од критичне, математички се дефинише отпор, при чему се појављује константа (коефицијенат) параболичне промене, у квадратној зависности од брзине.
| Када је Рејнолдсов број | {\displaystyle R_{e}} | ~1.000 | {\displaystyle \mapsto \ R_{x}=\ C_{x}{\frac {1}{2}}\rho \ v^{2}S} | Где је: - {\displaystyle \ \rho } - густина флуида - {\displaystyle \ v} - релативна брзина између објекта и флуида - {\displaystyle \ S} - реперна површина - {\displaystyle \ C_{x}} - коефицијент отпора (за аутомобиле је 0,25–0,45) |

За референтне, увек се усвајају карактеристичне површине на пример за авион површина крила у плану, за пројектил површина попречног пресека трупа, за лопту њена пројекција (површина круга) итд.
За објекат са глатком површином, без наглих прелаза, као што је сфера, лопта, цилиндар итд. коефицијент отпора је осетљив на измену Рејнолдсовог броја, чак и на већим вредностима. За плочасте равни, као што је нпр. кружни диск, коефицијент је константа за  > 3.500.

### Потребна снага
| Потребна снага за савлађивање силе отпора кретању тела кроз флуид, има облик: | {\displaystyle \mapsto \ W_{x}=\ R_{x}\cdot \mathbf {v} ={\frac {1}{2}}\rho v^{3}SC_{x}} |

Овај податак је важан и из практичних разлога на пример када се вози аутомобил, обезбеђује се снага пропорционална развијеној брзини на трећи степен. За брзину од 80 km потребно је обезбедити снагу од 7,5 kW само за савлађивање отпора ваздуха, плус додатна снага за друге механичке отпоре. Тај исти ауто, ако повећа брзину на 160 km захтева 60 kW. Произилази, да за двоструко већу брзину треба близу десет пута већа снага.

### Слободни пад
Брзина је функција времена када тело слободно пада, са висине H. Тело се кочи са отпором средине одређене густине.
| Тело се пусти из одређене тачке из стања мировања = 0 у тренутку = 0 и креће се по законитости: - без отпора флуида (вакуумски простор): {\displaystyle \ v_{(t)}=g\cdot t\mapsto t={\frac {v_{(t)}}{g}}\mapsto t^{2}={\frac {{v}_{(t)}^{2}}{{g}^{2}}}\mapsto \ H={\frac {{v}_{(k)}^{2}}{2g}}\mapsto \ v_{(k)}={\sqrt {2gH}}\mapsto } - устаљени пад са отпором флуида: {\displaystyle \ mg=\ R_{x}\longmapsto \ mg={\frac {1}{2}}\ C_{x}\ {v}_{(k)}^{2}S\longmapsto \ v_{(k)}={\sqrt {\frac {2mg}{\rho \,SC_{x}}}}} | Где су: - {\displaystyle \ v_{(t)}} - текућа брзина - {\displaystyle \ v_{(k)}} - крајња брзина - {\displaystyle \ H} - висина слободног пада - {\displaystyle \ t} - текуће време - {\displaystyle \ t_{(k)}} - крајње време - {\displaystyle \ g} - гравитационо убрзање |

При слободном паду, у средини флуида (најчешће је ваздух), тело се убрзава све до изједначења силе отпора са тежином. Тада тело наставља да се устаљено креће са константном брзином {\displaystyle \ v_{(k)}}.
| Ако је тело кромпирастог облика пречника и густине ρkron гранична брзина његовог слободног пада је: | {\displaystyle \ v_{(k)}={\sqrt {gd{\frac {\rho _{kron}}{\rho }}}}} |

| Тела облика, као што су капи кише град (лед), животиње, птице, инсекти итд. при слободном паду на нивоу мора имају крајњу (гранична) брзину: | {\displaystyle \ v_{(k)}=90{\sqrt {d}}\,} |

Где је  у m, а {\displaystyle \ v_{(k)}} у m/s. На пример, за људско тело ( ~ 0,6 m) {\displaystyle \ v_{(k)}} ~ 70 m/s, за малу животињу као мачка ( ~ 0,2m) {\displaystyle \ v_{(k)}} ~ 40 m/s, за малу птицу ( ~ 0,05 m) {\displaystyle \ v_{(k)}} ~ 20 m/s, за инсекта ( ~ 0,01 m) {\displaystyle \ v_{(k)}} ~ 9 m/s итд.
Гранична брзина (брзина удара), већа је за већа бића, па је њихова и већа смртност при слободном паду са висине на тло. Према томе мале животиње имају већу шансу да преживе слободни пад са висине на земљу.

## Отпор на малом Рејнолдсовом броју – у вискозном флуиду
Отпор малих сферичних тела у вискозном флуиду, при врло малој брзини - пузању, има посебну линеарну законитост. То је случај када су тела ситне честице и крећу се релативно споро кроз течност. У тим условима нема турбуленције то јест, то су услови са веома малим Рејнолдсовим бројевима, Re < 1. Тада је сила отпора приближно сразмерна брзини кретања тела. Тај отпор се назива „вискозни отпор“, а срачунава се са једначином:
| {\displaystyle \ R_{x}=-c\cdot v} | {\displaystyle \mapsto } | Где су: - {\displaystyle \ c} - константа, којом је дефинисана особина флуида и димензије (облик) тела - {\displaystyle \ v} - брзина тела |

| Брзина тела при слободном паду у вискозном флуиду је: | {\displaystyle \ v_{(t)}={\frac {(\rho -\rho _{0})vg}{c}}\left(1-e^{-ct/m}\right)} |

| Асимптотски се приближава | {\displaystyle \ v_{k}={\frac {(\rho -\rho _{0})vg}{c}},} | за дату вредност {\displaystyle \ c}, предмет веће тежине брже пада. |

Посебан је случај малих сферних предмета, који се крећу полако кроз вискозну течност (то је при малим Рејнолдсовим бројевима).
| За те услове је константа отпора: | {\displaystyle \mapsto \ c=6\pi \eta r\,} | {\displaystyle \quad \iff \quad } | Где је: - {\displaystyle r} - полупречник честице - {\displaystyle \eta } - вискозитет течности |

На пример, мало сферно тело са пречником  = 0,5 µm, креће се кроз воду са брзином . Коришћена вода има динамичку вискозност од 10−3 pa·s и изазива силу отпора од 0.09 pN. У пракси, са овом силом отпора бактерије пливају кроз воду.

## Отпор у ваздухопловству

### Индуковани отпор
Око крила авиона је тродимензионално струјно поље ваздуха. Пошто је крило коначне виткости, различито је опструјавање око аеропрофила, међусобно дуж размаха. Услед успостављене циркулације, створена разлика притиска на горњаци и доњаци крила, на крајевима крила се тежи изједначити. У томе процесу изједначавања притиска стварају се слободни вртлози, на крајевима крила (слично на илустрацији на горњој слици у боји, другој по редоследу). Ово изједначавање притиска значи и губитак укупног узгона. Пошто се одређена вредност узгона мора обезбедити за жељени режим лета, крило се мора поставити на већи нападни угао, а то је допунски отпор.
Тај допунски отпор је једна од компоненти индукованог отпора, а друга су слободни вртлози на крајевима крила. Ова друга компонента је занемарљиве величине и изоставља се у прорачунима.
Ако се посматра аеропрофил на неком пресеку, близу краја размаха крила, на његово опструјавање има утицај слободни вртлог, сагласно шеми на слици десно.
Претакање ваздуха са доњаке на горњаку на крајевима крила, у виду слободног вртлога, генерише индуковану брзину wi, што изазива промену локалног нападног угла за αi. Пошто је брзина струјног поља далеко већа од индуковане брзине (v >> wi) следи:
{\displaystyle \ \tan \alpha _{i}\approx \ \alpha _{i}={\frac {w_{i}}{v}}} → Ова чињеница мења ефективни нападни угао аеропрофила на посматраном пресеку крила, према следећој релацији:
{\displaystyle \ \alpha _{0}=\alpha -{\frac {w_{i}}{v}}}
Аеропрофил на томе пресеку је под ефективним нападним углом α0 и он генерише одговарајући узгон и отпор за тај нападни угао. Сила узгона тога аеропрофила је нагнута уназад за угао αi, у односу на правац силе узгона у случају када нема индуковане брзине (претакања ваздуха). На тај начин је настала компонента аеродинамичке силе у правцу кретања, а у супротном смеру. Та компонента се супротставља кретању и она се назива индуковани отпор. Дефинисан је са релацијом:
{\displaystyle \ {R_{x}}_{i}=R_{z}\cdot {\frac {w_{i}}{v}}\longmapsto \ {C_{x}}_{i}=C_{z}\cdot {\frac {w_{i}}{v}}}
Укупни отпор локалног аеропрофила је:
{\displaystyle \ C_{x}={C_{x}}_{0}+{C_{x}}_{i}}
За укупно крило се добије интеграцијом дуж размаха.

### Паразитни отпори
Паразитни отпори су они који су нежељено и посредно изазвани са нужним решењима. Сачињавају их чеони, трење услед додира флуида и површине тела и међуутицај близине два суседна дела (интерференција).
У ваздухопловству, индуковани отпор је директна функција узгона и са коефицијентом узгона расте. Значи да је највећи на минималним брзинама, када је крило близу {\displaystyle \ {C_{z}}{max}}. Са брзином лета индуковани отпор опада, пошто се смањује коефицијент узгона тежи → {\displaystyle \ {C_{z}}{min}}, али зато паразитни расте (расте и трење). Када значајније почне утицај стишљивости почне да расте и таласни отпор. Због тих измешаних утицаја брзине на укупни отпор, пилот мора да бира режим лета за крстарење, око минималне вредности укупног отпора, при чему је најмања потрошња горива и за дугачко планирање авиона при отказу мотора.

### Крива потребне снаге у ваздухопловству
У приказану криву укупног отпора на слици, треба укључити још и таласни отпор и је основа за одређивање потребне снаге за одређени режим лета авиона, који се и реализује ако се обезбеди та снага са погоном. Потребна снага за режим лета на свима вредностима брзине је:
{\displaystyle \ W_{p}=\ R_{x}\cdot \mathbf {v} \longmapsto \ W_{p}={\frac {1}{2}}C_{x}\rho Sv^{3}}
Законитост криве потребне снаге је иста као и крива укупног отпора, слика десно. За пилота је важна ова крива, из које се виду да доња превојна тачка (минимални отпор) захтева минимални потисак, у оквиру свих режима лета. Испред и иза те вредности брзине потребан је већи потисак, односно већа је потрошња горива.

### Таласни отпор у крозвучном и надзвучном струјању
Стишљивост ваздуха значајније почиње да утиче на отпор, односно на измену његовог коефицијента, на Маховим бројевима већим од 0,5. Област лета авиона, при Маховим бројевима у распону M~0,8–1,2 сматра се као крозвучна, изнад је надзвучна, а испод подзвучна. У крозвучној области јављају се локални нормални ударни таласи, који значајно повећавају отпор. Драстичан је скок вредности коефицијента таласног отпора у делу око М ~ 1, када је цео авион под нормалним ударним таласом (види се и на слици десно). При преласку у надзвучну област (М > 1,2) коефицијент отпора се смањује и стабилизује на одређену вредност (тада су коси ударни таласи). Због ове законитости промене таласног отпора, са Маховим бројем, посебно је тешко авионом прећи режим лета М = 1, „пробити звучни зид“ (проћи режиме нормалних ударних таласа). Дуго је било као закон да авион то може једино извести само при раду мотора са допунским сагоревањем (са чиме је једино било могуће обезбедити потребан потисак). Последњих година, појавила су се два авиона који пролазе кроз овај режим и на базном режиму рада својих савремених мотора, то су F-22 раптор и Сухој ПАК ФА.

## Даланберов парадокс
Даланберов парадокс се односи на математички доказ, да се при опструјавању тела са идеалним невискозним флуидом, не генерише отпор. Француски научник Даланбер (фр. Jean le Rond d'Alembert) то је закључио још 1752. године, математички разматрајући потенцијално струјно поље, нестишљивог и невискозног флуида.
Математичко моделирање глобалног струјања, могуће је применом принципа Навје-Стокса на општу једначину количине кретања.
{\displaystyle \rho \left({\frac {\partial {\vec {v}}}{\partial t}}+{\vec {v}}\cdot \nabla {\vec {v}}\right)=-\nabla p+\mu \nabla ^{2}{\vec {v}}+\mathbf {f} }
Где су оператори:
{\displaystyle \nabla ={\frac {\partial }{\partial x}}+{\frac {\partial }{\partial y}}+{\frac {\partial }{\partial z}};\quad \nabla ^{2}={\frac {\partial ^{2}}{\partial x^{2}}}+{\frac {\partial ^{2}}{\partial y^{2}}}+{\frac {\partial ^{2}}{\partial z^{2}}}}
Делови једначине имају физичко значење:
{\displaystyle \overbrace {\rho {\Big (}\underbrace {\frac {\partial {\vec {v}}}{\partial t}} _{\begin{smallmatrix}{\text{C}}\\\end{smallmatrix}}+\underbrace {{\vec {v}}\cdot \nabla {\vec {v}}} _{\begin{smallmatrix}{\text{D}}\\\end{smallmatrix}}{\Big )}} ^{\text{B}}=\overbrace {\underbrace {-\nabla p} _{\begin{smallmatrix}{\text{E}}\\\end{smallmatrix}}+\underbrace {\mu \nabla ^{2}{\vec {v}}} _{\text{G}}} ^{\text{H}}+\underbrace {\mathbf {f} } _{\begin{smallmatrix}{\text{I}}\\\end{smallmatrix}}}
- - Специфична сила инерције, по јединици запремине (количина кретања)
- - Убрзање
- - Прираст убрзања
- - Градијент притиска
- - Вискозност
- - Прираст напона
- - Остале инерцијалне силе

Даланбер је при својој математичкој дефиницији увео три основне претпоставке:
- нестишљивост,
- невискозност и
- конзервативно векторско струјање.

На основу уведених упрошћења, Даламбер је невискозну течност описао са Ојлеровом једначином у Навје-Стоксовом облику, која за нестишљиво дводимензионо протицање гласи:
{\displaystyle \nabla \ u=0\qquad \qquad \qquad \quad \longleftrightarrow \qquad } очување масе
{\displaystyle {\frac {\partial }{\partial t}}u+\left(u\cdot \nabla \right)u=-{\frac {1}{\rho }}\nabla p\longleftrightarrow } очување импулса
Где су u брзина протока, p притисак, ρ густина, а ∇ је оператор градијента. Претпоставка да је конзервативно векторско струјање, значи да брзина задовољава ∇ × u = 0.
На основу претходног произилази:
{\displaystyle \left(u\cdot \nabla \right)u={\tfrac {1}{2}}\nabla \left(u\cdot u\right)-u\times \nabla \times u\longmapsto }
{\displaystyle \left(u\cdot \nabla \right)u={\tfrac {1}{2}}\nabla \left(u\cdot u\right)\qquad (1)}
Прва једнакост је резултат векторске анализе, а друга законитости конзервативно векторског струјања, у коме је потенцијал брзине φ такав да задовољава релацију {\displaystyle u=\nabla }φ. Заменом ове једнакости у једначини очување импулса, добија се:
{\displaystyle \nabla \left({\frac {\partial \varphi }{\partial t}}+{\tfrac {1}{2}}u\cdot u+{\frac {p}{\rho }}\right)=0.}
Израз у загради мора бити једнак нули, када је испуњен услов претходне једначине.
{\displaystyle {\frac {\partial \varphi }{\partial t}}+{\tfrac {1}{2}}u\cdot u+{\frac {p}{\rho }}=0,\qquad (2)}
Израз (2) представља Бернулијеву једначину за нестационарно струјно поље флуида.

### Нулти отпор
Уз претпоставку да се тело креће константном брзином  кроз течност, тако да прави траг у бесконачној раздаљини. Тада струјнице течности морају да прате контуру тела, тако да је у облику u(x, t) = u(x − v t, 0), и на тај начин је:
{\displaystyle {\frac {\partial u}{\partial t}}+\left(v\cdot \nabla \right)u=0.}
Где је u = ∇φ, може се интегрисати:
{\displaystyle {\frac {\partial \varphi }{\partial t}}=-v\cdot \nabla \varphi +R(t)=-v\cdot u+R(t).}
Сила F међусобног дејства, између флуида и тела, добија се са интеграцијом:
{\displaystyle {\boldsymbol {F}}=-\int _{A}p\,{\boldsymbol {n}}\;\mathrm {d} S}
Где је А површина тела, а n нормалан вектор на површину тела. Следи из једначине (2):
{\displaystyle p=-\rho {\Bigl (}{\frac {\partial \varphi }{\partial t}}+{\tfrac {1}{2}}u\cdot u{\Bigr )}=\rho {\Bigl (}v\cdot u-{\tfrac {1}{2}}u\cdot u-R(t){\Bigr )}\longmapsto }
{\displaystyle {\boldsymbol {F}}=-\int _{A}p\,{\boldsymbol {n}}\;\mathrm {d} S=\rho \int _{A}\left({\tfrac {1}{2}}u\cdot u-v\cdot u\right){\boldsymbol {n}}\;\mathrm {d} S,}
Допринос R(t) при интеграцији је једнак нули.
У овом векторском облику погодна је једначина за примену. Њене К-те компоненте имају облик:
{\displaystyle F_{k}=\rho \int _{A}\sum _{i}({\tfrac {1}{2}}u_{i}^{2}-u_{i}v_{i})n_{k}\,\mathrm {d} S.\qquad (3)}
Ако је  запремина тела потопљеног у течношћу. По теореми дивергенције произилази:
{\displaystyle {\frac {1}{2}}\int _{A}\sum _{i}u_{i}^{2}n_{k}\,\mathrm {d} S=-{\frac {1}{2}}\int _{V}{\frac {\partial }{\partial x_{k}}}\left(\sum _{i}u_{i}^{2}\right)\,\mathrm {d} V.}
Десна страна интеграла је бесконачан сигнал, тако да за ово треба неко образложење, које може да обезбеди прихватљиву теорију за струјно поље, да покаже да брзина мора опадати као r −3 - струјно поље одговара диполу за случај тродимензионалног тела коначних димензија - где је  полупречник цилиндра. Резултат запреминске интеграције је облика:
{\displaystyle {\frac {1}{2}}{\frac {\partial }{\partial x_{k}}}\left(\sum _{i}u_{i}^{2}\right)=\sum _{i}u_{i}{\frac {\partial u_{k}}{\partial x_{i}}}=\sum _{i}{\frac {\partial (u_{i}u_{k})}{\partial x_{i}}}}
Где је прва једначина (1), а затим се користи нестишљивост. Уврсти назад у састав сигнала и опет друга апликација теореме дивергенције. Добија се:
{\displaystyle -{\frac {1}{2}}\int _{V}{\frac {\partial }{\partial x_{k}}}\left(\sum _{i}u_{i}^{2}\right)\,\mathrm {d} V=-\int _{V}\sum _{i}{\frac {\partial (u_{i}u_{k})}{\partial x_{i}}}\,\mathrm {d} V=\int _{A}u_{k}\sum _{i}u_{i}n_{i}\,\mathrm {d} S.}
Ако се уврсти у (3), добија се:
{\displaystyle F_{k}=\rho \int _{A}\sum _{i}(u_{k}u_{i}n_{i}-v_{i}u_{i}n_{k})\,\mathrm {d} S.}
Течност не може да продре у тело и тако да је  на површини тела. Тако да је:
{\displaystyle F_{k}=\rho \int _{A}\sum _{i}(u_{k}v_{i}n_{i}-v_{i}u_{i}n_{k})\,\mathrm {d} S.}
Коначно, отпор је у правцу у коме се креће тело, па је:
{\displaystyle {\boldsymbol {v}}\cdot {\boldsymbol {F}}=\sum _{i}v_{i}F_{i}=0.}
Отпор нестаје. То је Даланберов парадокс.
Пошто у идеалном флуиду нема вискозних сила нема ни силе трења. На тај начин се долази до парадокса да у потенцијалном струјању у идеалном флуиду нема силе отпора. Због ове чињенице, дуго се сматрало да је ова анализа не употребљива за примену у практичним проблемима механике флуида. Међутим, парадокс Даламбера треба гледати као прву апроксимацију, у којој се ваздух сматра као безвискозан флуид, те се његово кретање може потпуно сврстати у оквире конзервативног динамичког система, у коме је примењив закон о одржању енергије.
Без икакве дилеме, Даламберов принцип је применљив и користан за одређивање силе узгона, пошто вискозне силе готово да немају никакав утицај на силе које су нормалне на правац кретања.